# Tête-à-Tête-Quadrille
Die Tête-à-Tête-Quadrille ist eine Quadrille von Johann Strauss (Sohn) (op. 109). Sie wurde am 4. Februar 1852 in Preßburg, dem heutigen Bratislava, erstmals aufgeführt.